# Groupe Osvald

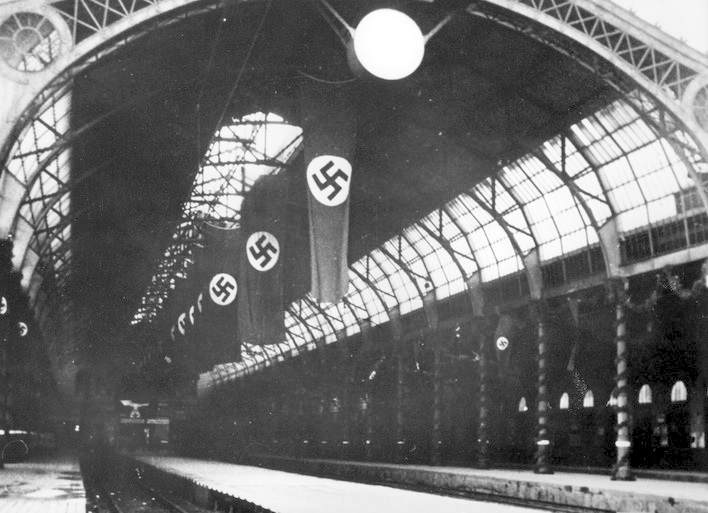
Gare norvégienne occupée par les nazis durant la 2ème Guerre Mondiale.

Le groupe Osvald, baptisé à l'origine Sabotasjeorganisasjonen (« organisation de sabotage » en français), Saborg ou Sab, est une organisation norvégienne de résistance au nazisme. Active durant la Seconde Guerre mondiale, elle a effectué principalement des actions de sabotage en Norvège, notamment d'installations ferroviaires. L'organisation est une émanation du groupe Wollweber, organisation de résistance présente dans plusieurs pays du Nord de l'Europe, dont elle fut l'une des branches. Le groupe Osvald a été dirigé par le militant communiste norvégien Asbjørn Sunde, qui avait pour nom de code Osvald. Le groupe recevait des ordres tant de l'Union soviétique que du gouvernement de Norvège à Londres.
L'organisation a été active à Oslo, Gjøvik, Narvik, Bergen et Stavanger, et compte à son actif plus de 100 actions de sabotage.
Le groupe Osvald est considéré comme le groupe de sabotage le plus actif en Norvège entre 1941 et 1944.